# Мельников, Александр Васильевич (хирург)
Александр Васильевич Мельников (г. Мезень, Архангельская губерния, 30 июня 1889 — 27 мая 1958) — советский хирург-онколог, академик АМН СССР (1948), доктор медицинских наук (1920), профессор (1923). Заслуженный деятель науки РСФСР (1943). Генерал-майор медицинской службы (27.01.1951).

## Биография
Александр Васильевич Мельников родился в 1889 году.
- 1914 — окончил ВМА.
  - До 1918 — работа хирургом в госпиталях.
- 1920 г. — защитил докторскую диссертацию; тема: «О хирургической анатомии ребернодиафрагмального синуса».
- 1923 г. — профессор кафедры оперативной хирургии медицинского факультета Харьковского университетата.
- 1928 г. — организовал первый в Советском Союзе онкологический диспансер на Украине;
- 1930 г. — опубликовал двухтомное руководство по онкологии для врачей.
- 1940 г. — начальник кафедры госпитальной хирургии Военно-морской медицинской академии
- 1942 г. — начальник кафедры факультетской хирургии Военно-морской медицинской академии.
- В период Великой Отечественной войны возглавлял работу крупных специализированных госпиталей для раненных в живот.
- 1956 г. — руководил кафедрой факультетской хирургии № 2 ВМА.

Скончался в 1958 году. Похоронен на Литераторских мостках.

## Научная деятельность

### Вклад
- А. В. Мельниковым был разработан один из способов вскрытия поддиафрагмального пространства без повреждения плевры.
- Опыт лечения раненых обобщен им в ряде монографий, в к-рых описаны причины септических осложнений и анаэробной инфекции у раненых.
- Им предложена проба для ранней диагностики анаэробной инфекции конечностей («врезывающаяся лигатура»), вошедшая в медицинскую литературу как «проба Мельникова»;
- Им были разработаны оригинальные методы внебрюшинного закрытия трубчатых и губовидных каловых свищей после огнестрельных ранений брюшной полости.
- Он одним из первых разработал учение о предраке желудка и обобщил его в монографиях:
  - «Клиника рака желудка» (1950) и
  - «Клиника предопухолевых заболеваний желудка» (1954).
- По стопам Александра Васильевича пошёл и сын Рюрик (отец актрисы Анастасии Мельниковой).

### Публикации
А. В. Мельниковым было опубликовно свыше 120 научных работ; в том числе, 11 монографий.
- «Клиника септических осложнений огнестрельных ран», М., 1943;
- «Клиника газовой инфекции огнестрельных ран», М., 1945;
- «Клиника и профилактика свищей желудка и кишечника у раненных в брюшную полость», Л., 1947;
- «Клиника предопухолевых заболеваний желудка», М., 1954;
- «Клиника рака желудка», JI., 1960.

## Общественная деятельность
- 1952 г. — почётный член Ленинградского общества хирургов,
- 1954 г. — почётный член Куйбышевского общества хирургов,
- 1955 г. — на Международном конгрессе хирургов в Дании выступил с программным докладом о резекциях печени.
- 1956 г. — почётный член Украинского общества онкологов.

## Награды
- 1944 год — орден Трудового Красного Знамени,
- 1951 год — орден Красной Звезды,
- 1956 год — орден Красного Знамени,
- медали СССР [какие?],
- 1943 год — Заслуженный деятель науки РСФСР,
- 1949 год — Премия имени Н. Н. Бурденко АМН СССР,
- 1955 год — Премия имени С. И. Спасокуцкого АМН СССР.